# یواس‌اس لانگ بیچ (پی‌اف-۳۴)
یواس‌اس لانگ بیچ (پی‌اف-۳۴) (به انگلیسی: USS Long Beach (PF-34)) یک کشتی بود که طول آن ۳۰۳ فوت ۱۱ اینچ (۹۲٫۶۳ متر) بود. این کشتی در سال ۱۹۴۳ ساخته شد.